# Jane Hamlyn

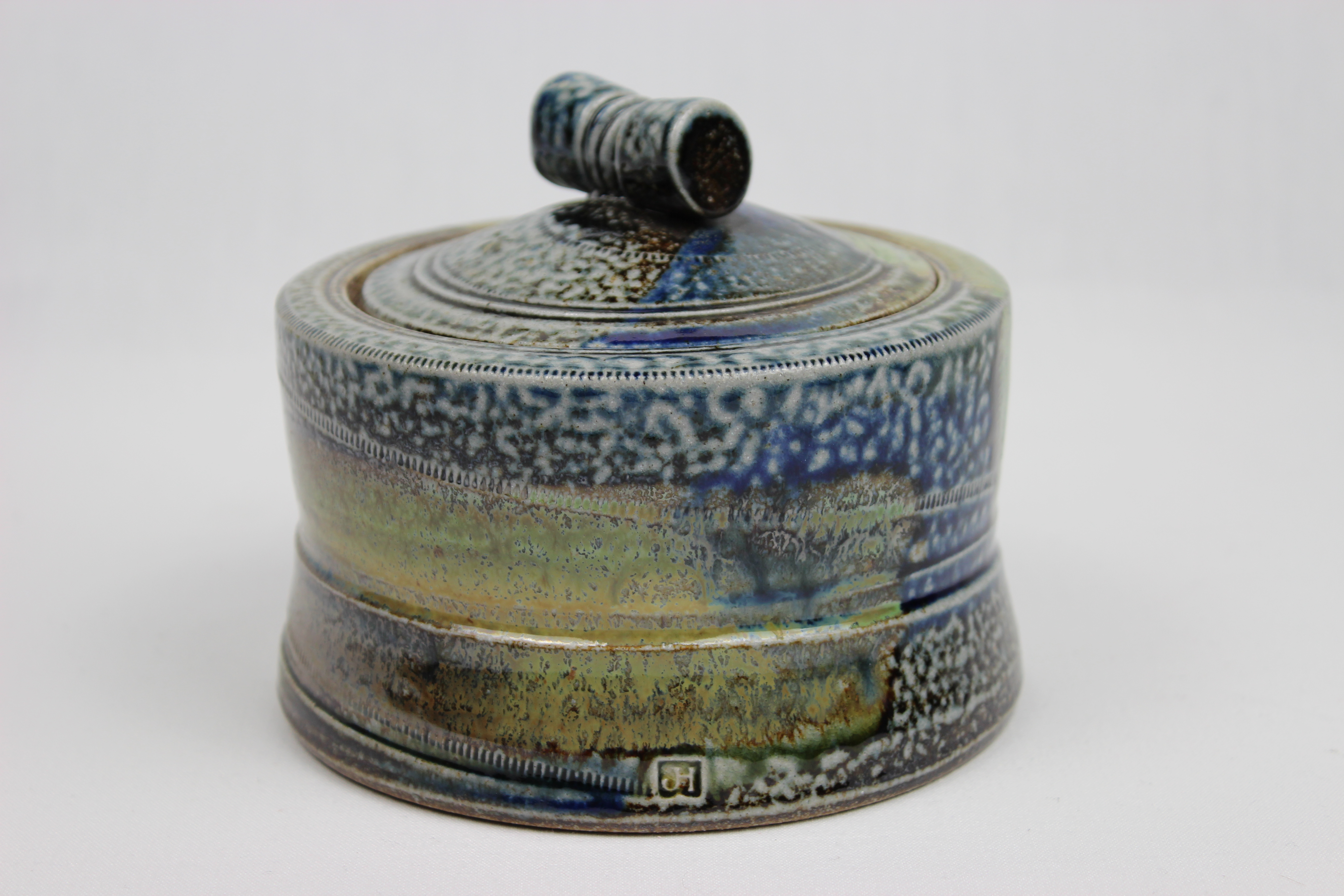
Caja con tapa, esmaltada a la sal de Jane Hamlyn

Jane Hamlyn MBE (Whitechapel, Londres, 1940) es una ceramista inglesa conocida por su cerámica funcional vidriada a la sal.
Nacida en el barrio londinense Whitechapel, Hamlyn inicialmente estudió para ser enfermera en el University College Hospital de Londres. Comenzó a asistir a clases de cerámica a tiempo parcial en el Centro de Educación para Adultos de Putney, antes de matricularse en la Escuela de Arte Harrow (1972-1974), donde, entre otros, Michael Casson fue su profesor. En 1975 montó el Taller de Cerámica Millfield cerca de Doncaster Yorkshire.
A Hamlyn se le atribuye el descubrimiento del color verde que surge al aplicar una capa de óxido de titanio sobre un engobe azul. En 1999 recibió el Premio Europeo Saltglaze.Junto con Walter Keeler, se la considera una pionera del renacimiento del esmalte a la sal.
Hamlyn es miembro y expresidenta de la Craft Potters Association.
Su trabajo se exhibe en el Museo Victoria & Albert de Londres, en la Colección Permanente del Crafts Council, y en la colección de cerámica de William Alfred Ismay en la Galería de Arte de York.
Hamlyn fue nombrada Miembro de la Orden del Imperio Británico (MBE) en los Premios de aniversario de 2022 por sus servicios a la alfarería y la cerámica.